# Aristoteles-Albertus-Magnus-Handschrift

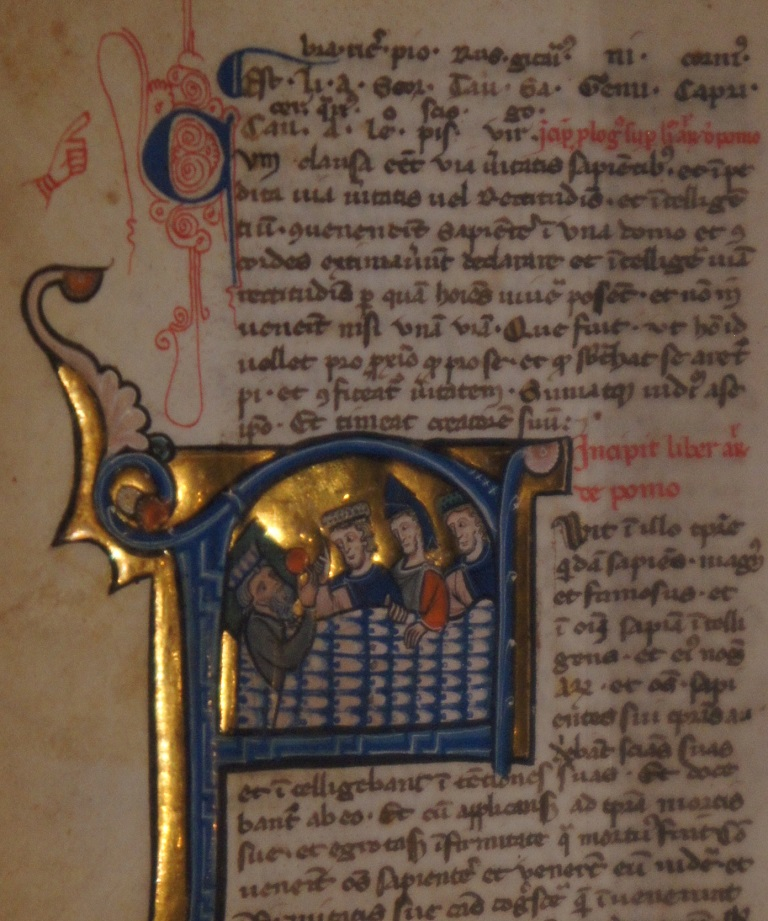
Aristoteles auf dem Sterbebett im Kreis seiner Schüler (Blatt 15^{va})

Die Aristoteles-Albertus-Magnus-Handschrift (Eisenbibliothek (Schlatt TG) Mss 20) ist eine illustrierte Sammelhandschrift auf Pergament, die im letzten Drittel des 13. Jahrhunderts in Italien hergestellt worden ist. Sie enthält Werke des Aristoteles, pseudo-aristotelische Schriften, unter anderem Kommentare von Michael Scotus und Averroes sowie drei Werke des Albertus Magnus. Der Buchschmuck ist reich und qualitativ hochstehend, die Illuminationen zeigen „ikonographisch originelle Lösungen“.

## Herkunft und Geschichte
Als Schreiber ist ein frater Guifredus vermerkt. Im späten 15. Jahrhundert hinterlässt Prosper Babbus einen Eigentumsvermerk. Die im Dezember 1948 auf Initiative von Ernst Müller-Reiffer und als Stiftung der Georg Fischer AG gegründete Eisenbibliothek erwarb 1949 diese Sammelhandschrift im Buchhandel.

## Inhalt
Die drei Teile der Sammelhandschrift enthalten im ersten Teil pseudo-aristotelische Schriften, darunter das fünfteilige Secretum secretorum (deutsch Geheimnis der Geheimnisse, arabisch Kitāb as siyāsah fī tadbīri-r-riʿāsati 'l-maʿruf bi-Sirri-l-ʿasrār, kurz Sirr al-asrar), das nach 1234 durch Philippus Clericus Tripolitanus ins Lateinische übersetzt wurde. Hinzu kommen vier Werke des Aristoteles.
Der zweite Teil umfasst De mineralibus, De natura loci und De anima von Albertus Magnus. Der dritte Teil enthält drei Kommentare. Nach einem Kommentar des scholastischen Philosophen Michael Scotus über das Werk des Johannes de Sacrobosco von den Himmelssphären folgt ein anonymer Kommentar zur Einführung des Boethius in die Zahlenlehre (De institutione arithmetica). Anschließend kommentiert der andalusische „Kommentator“ Averroes (Ibn Ruschd) das Werk De longitudine et brevitate vitae von Aristoteles, der als „der Philosoph“ des Mittelalters galt. De inundatione Nili von Aristoteles ist das letzte Werk in dem Kodex.
Teil 1

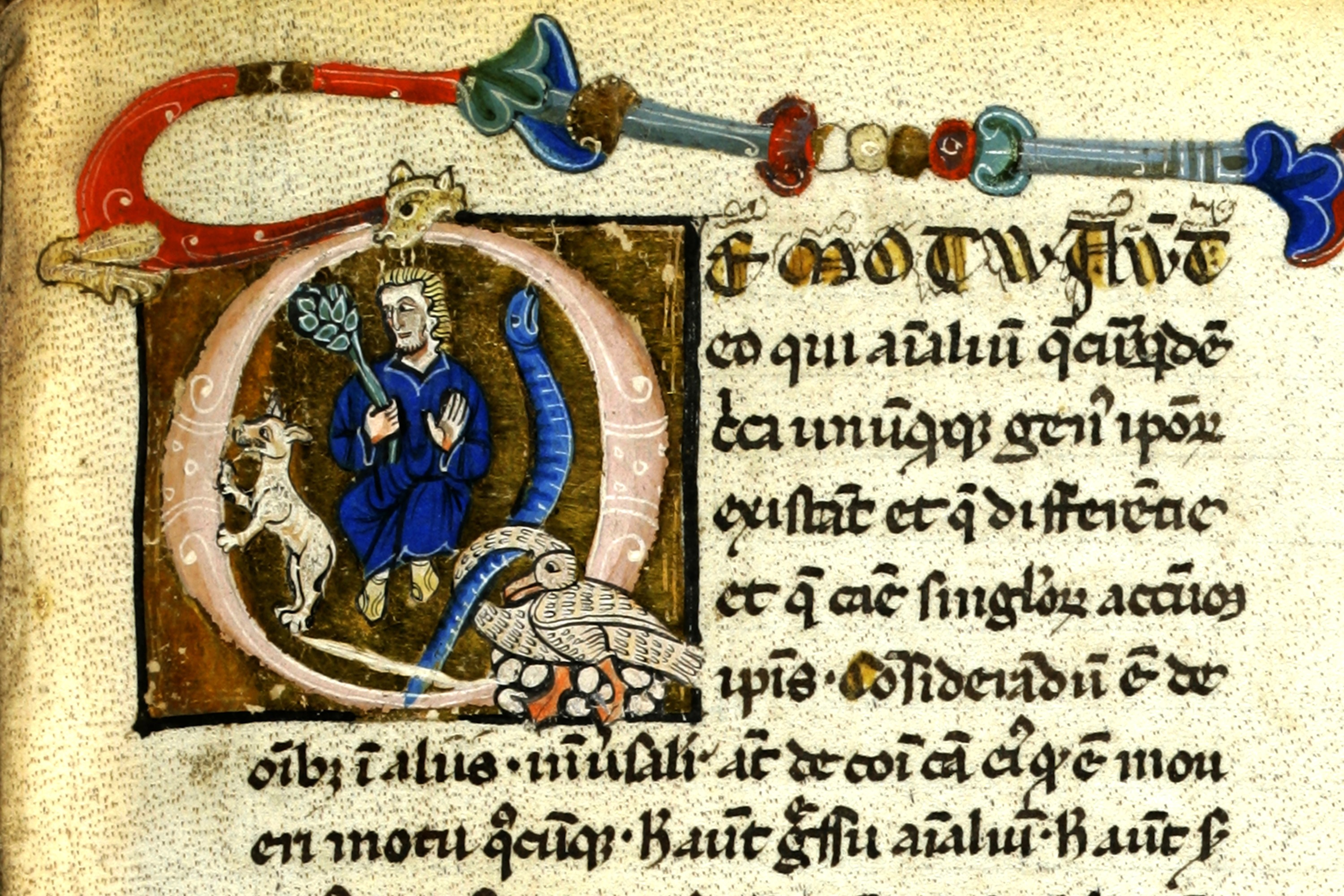
Aristoteles erforscht die Bewegung der Tiere (De motu animalium; Blatt 22^{ra})

(In Klammern die Bekker-Zählung für Werke des Aristoteles.)
- Pseudo-Aristoteles: Secretum secretorum Philippo Tripolitano interprete, liber 1–4
- Pseudo-Aristoteles: De planetis (Merkvers zu den Tierkreiszeichen)
- Pseudo-Aristoteles: Liber de pomo
- Pseudo-Aristoteles: Secretum secretorum (liber 5)
- Aristoteles: De coloribus (791a)
- Aristoteles: De motu animalium (698a)
- Pseudo-Aristoteles: Physiognomia
- Aristoteles: De bona fortuna[1]
- Aristoteles: De lineis indivisibilibus (968b)

Teil 2
- Albertus Magnus: De mineralibus
- Albertus Magnus: De natura loci
- Albertus Magnus: De anima

Teil 3
- Michael Scotus: Commentum in Johannis de Sacrobosco de sphaera
- Anonymus: Rationes super arithmeticam Boethii
- Averroes: Commentarius in Aristotelis de longitudine et brevitate vitae
- Aristoteles: De inundatione Nili[2]

## Beschreibung
Die Sammelhandschrift umfasst 100 Blatt mit den Abmessungen 23,5 cm × 17,5 Zentimetern. Beschreibstoff ist Pergament. Die Schrift ist eine Textualis aus der zweiten Hälfte des 13. Jahrhunderts. Es können mindestens vier Schreiberhände, zwei Rubrikatoren und mindestens zwei Buchmaler unterschieden werden. Zu der oder den Werkstätten kann keine Aussage getroffen werden. Aus der Mitwirkung des „Fraters“ kann nicht auf ein klösterliches Skriptorium geschlossen werden. Die künstlerische Fertigstellung erfolgte jedoch in einer italienischen Werkstatt, in der professionell ausgebildete Fachleute arbeiteten.
Die Seiten sind zweispaltig mit einem Schriftraum von 17–17,5 × 12–12,5 Zentimetern eingerichtet. Die Liniierung wurde im ersten Teil nicht einheitlich vorgenommen. Dieser wurde anfangs mit 35–55 Zeilen beschrieben. Die ersten Blätter haben keine sichtbare Liniierung, später wurde blind oder mit Stift liniert, ab Blatt 25r wurden regelmäßig 48 Zeilen mit Tinte liniert. Die älteren Teile zwei und drei sind einheitlich mit Stift und 44 bzw. 49 Zeilen liniert. Sie wurden jeweils von einer Hand niedergeschrieben.
Die Handschriften sind in einen dunkelbraunen Ledereinband des 15. Jahrhunderts eingebunden.

### Buchschmuck
Der erste Teil der Handschrift ist viel reicher als die folgenden älteren Teile illuminiert. Er hat auf 32 Blättern 16 Initialen, für die im Text 7 bis 14 Zeilen ausgespart wurden. Die Gestaltung richtet sich teilweise nach überlieferten Vorbildern. Andere Initialen wurden neu entworfen. Die beiden Buchmaler hatten genaue Textkenntnis oder wurden in diesen eingewiesen. Das erste Blatt beginnt mit dem Prolog und zeigt eine Dedikationsminiatur. Auf diesem thront ein Bischof in vollem Ornat, er ist an Mitra und Pallium zu erkennen. Der kniende Philippus Tripolitanus, an seiner Tonsur als Geistlicher zu erkennen, überreicht dem Bischof seine Übersetzung in Form einer geöffneten Schriftrolle. Daneben steht Alexander der Große als Auftraggeber des Aristoteles. Einige der folgenden Miniaturen zeigen Aristoteles beispielsweise als Lehrer, als Astrologe oder Pflanzenforscher.
Der Buchschmuck ist reich und qualitativ hochstehend, die Illuminationen zeigen „ikonographisch originelle Lösungen“.
Beispiele
Bild 1 (Blatt 15va) ist mit einer blauen Initiale und rotem Fleuronné ausgestattet. Eine in Rot skizzierte Hand dient als Verweiszeichen. Sie markiert, dass der Prolog zum folgenden Liber de pomo erst im Anschluss an dieses Buch nachgetragen ist. – Der andere Rubrikator verweist mit jeweils einem Fuß, dass auf das vierte Buch des Secretum secretorum nicht gleich das fünfte Buch folgt. Die Initiale auf Goldgrund am Anfang des Liber de pomo zeigt Aristoteles auf dem Sterbebett im Kreis seiner Schüler. Der liegende Aristoteles hält einen roten Apfel in der Hand, dieser hält den Sterbenden durch seinen Wohlgeruch bei Kräften. Im „Buch vom Apfel“ spricht Aristoteles mit seinen Schülern über den hohen Wert der Philosophie. Die drei Schüler stehen hinter dem Bett und treten mit ihrem Lehrer in den Dialog. Der Philosoph liegt unter einer blauen Bettdecke mit weißem Fehbesatz. Die blauen Lombarden haben eine Höhe von zwei Zeilen.

## Weitere Handschriften der Eisenbibliothek
- Disegni, e spiegazione della Fonderia principio, e termine della Campana di S. Pietro (Giuseppe Valadiers Buch über den Glockenguss; Eisenbibliothek, Mss 13)